# Llista d'asteroides/106701–106800
| Nom      | Designació provisional | Data de descobriment | Lloc de descobriment | Descobridor/s |
| -------- | ---------------------- | -------------------- | -------------------- | ------------- |
| 106701 - | 2000 WA168             | 25 de novembre, 2000 | Socorro              | LINEAR        |
| 106702 - | 2000 WC168             | 25 de novembre, 2000 | Socorro              | LINEAR        |
| 106703 - | 2000 WF168             | 25 de novembre, 2000 | Socorro              | LINEAR        |
| 106704 - | 2000 WN168             | 25 de novembre, 2000 | Anderson Mesa        | LONEOS        |
| 106705 - | 2000 WC169             | 25 de novembre, 2000 | Anderson Mesa        | LONEOS        |
| 106706 - | 2000 WK169             | 26 de novembre, 2000 | Socorro              | LINEAR        |
| 106707 - | 2000 WF170             | 24 de novembre, 2000 | Anderson Mesa        | LONEOS        |
| 106708 - | 2000 WJ170             | 24 de novembre, 2000 | Anderson Mesa        | LONEOS        |
| 106709 - | 2000 WF171             | 24 de novembre, 2000 | Kitt Peak            | Spacewatch    |
| 106710 - | 2000 WB172             | 25 de novembre, 2000 | Socorro              | LINEAR        |
| 106711 - | 2000 WE173             | 25 de novembre, 2000 | Anderson Mesa        | LONEOS        |
| 106712 - | 2000 WH173             | 25 de novembre, 2000 | Anderson Mesa        | LONEOS        |
| 106713 - | 2000 WY173             | 26 de novembre, 2000 | Socorro              | LINEAR        |
| 106714 - | 2000 WZ173             | 26 de novembre, 2000 | Anderson Mesa        | LONEOS        |
| 106715 - | 2000 WJ174             | 26 de novembre, 2000 | Socorro              | LINEAR        |
| 106716 - | 2000 WN174             | 26 de novembre, 2000 | Socorro              | LINEAR        |
| 106717 - | 2000 WQ174             | 26 de novembre, 2000 | Socorro              | LINEAR        |
| 106718 - | 2000 WS174             | 26 de novembre, 2000 | Socorro              | LINEAR        |
| 106719 - | 2000 WD175             | 26 de novembre, 2000 | Socorro              | LINEAR        |
| 106720 - | 2000 WR175             | 26 de novembre, 2000 | Socorro              | LINEAR        |
| 106721 - | 2000 WJ177             | 27 de novembre, 2000 | Socorro              | LINEAR        |
| 106722 - | 2000 WA179             | 25 de novembre, 2000 | Socorro              | LINEAR        |
| 106723 - | 2000 WE179             | 26 de novembre, 2000 | Socorro              | LINEAR        |
| 106724 - | 2000 WG179             | 26 de novembre, 2000 | Socorro              | LINEAR        |
| 106725 - | 2000 WF180             | 27 de novembre, 2000 | Socorro              | LINEAR        |
| 106726 - | 2000 WQ180             | 28 de novembre, 2000 | Kitt Peak            | Spacewatch    |
| 106727 - | 2000 WT181             | 25 de novembre, 2000 | Anderson Mesa        | LONEOS        |
| 106728 - | 2000 WR182             | 20 de novembre, 2000 | Anderson Mesa        | LONEOS        |
| 106729 - | 2000 WS182             | 20 de novembre, 2000 | Anderson Mesa        | LONEOS        |
| 106730 - | 2000 WA183             | 17 de novembre, 2000 | Socorro              | LINEAR        |
| 106731 - | 2000 WW183             | 30 de novembre, 2000 | Anderson Mesa        | LONEOS        |
| 106732 - | 2000 WE184             | 30 de novembre, 2000 | Anderson Mesa        | LONEOS        |
| 106733 - | 2000 WQ184             | 30 de novembre, 2000 | Kitt Peak            | Spacewatch    |
| 106734 - | 2000 WT184             | 30 de novembre, 2000 | Kitt Peak            | Spacewatch    |
| 106735 - | 2000 WM185             | 29 de novembre, 2000 | Socorro              | LINEAR        |
| 106736 - | 2000 WN185             | 29 de novembre, 2000 | Socorro              | LINEAR        |
| 106737 - | 2000 WK186             | 27 de novembre, 2000 | Socorro              | LINEAR        |
| 106738 - | 2000 WG187             | 19 de novembre, 2000 | Anderson Mesa        | LONEOS        |
| 106739 - | 2000 WS187             | 16 de novembre, 2000 | Anderson Mesa        | LONEOS        |
| 106740 - | 2000 WL188             | 18 de novembre, 2000 | Anderson Mesa        | LONEOS        |
| 106741 - | 2000 WD189             | 18 de novembre, 2000 | Anderson Mesa        | LONEOS        |
| 106742 - | 2000 WQ189             | 18 de novembre, 2000 | Anderson Mesa        | LONEOS        |
| 106743 - | 2000 WU189             | 18 de novembre, 2000 | Anderson Mesa        | LONEOS        |
| 106744 - | 2000 WP190             | 18 de novembre, 2000 | Anderson Mesa        | LONEOS        |
| 106745 - | 2000 WU191             | 19 de novembre, 2000 | Anderson Mesa        | LONEOS        |
| 106746 - | 2000 WE192             | 19 de novembre, 2000 | Anderson Mesa        | LONEOS        |
| 106747 - | 2000 XD2               | 1 de desembre, 2000  | Socorro              | LINEAR        |
| 106748 - | 2000 XG2               | 3 de desembre, 2000  | Olathe               | L. Robinson   |
| 106749 - | 2000 XS2               | 1 de desembre, 2000  | Socorro              | LINEAR        |
| 106750 - | 2000 XR3               | 1 de desembre, 2000  | Socorro              | LINEAR        |
| 106751 - | 2000 XL4               | 1 de desembre, 2000  | Socorro              | LINEAR        |
| 106752 - | 2000 XS4               | 1 de desembre, 2000  | Socorro              | LINEAR        |
| 106753 - | 2000 XU4               | 1 de desembre, 2000  | Socorro              | LINEAR        |
| 106754 - | 2000 XZ4               | 1 de desembre, 2000  | Socorro              | LINEAR        |
| 106755 - | 2000 XF5               | 1 de desembre, 2000  | Socorro              | LINEAR        |
| 106756 - | 2000 XS5               | 1 de desembre, 2000  | Socorro              | LINEAR        |
| 106757 - | 2000 XW5               | 1 de desembre, 2000  | Socorro              | LINEAR        |
| 106758 - | 2000 XK6               | 1 de desembre, 2000  | Socorro              | LINEAR        |
| 106759 - | 2000 XT6               | 1 de desembre, 2000  | Socorro              | LINEAR        |
| 106760 - | 2000 XD7               | 1 de desembre, 2000  | Socorro              | LINEAR        |
| 106761 - | 2000 XW8               | 1 de desembre, 2000  | Socorro              | LINEAR        |
| 106762 - | 2000 XU9               | 1 de desembre, 2000  | Socorro              | LINEAR        |
| 106763 - | 2000 XK10              | 1 de desembre, 2000  | Socorro              | LINEAR        |
| 106764 - | 2000 XG11              | 1 de desembre, 2000  | Socorro              | LINEAR        |
| 106765 - | 2000 XW11              | 4 de desembre, 2000  | Socorro              | LINEAR        |
| 106766 - | 2000 XB12              | 4 de desembre, 2000  | Socorro              | LINEAR        |
| 106767 - | 2000 XW13              | 4 de desembre, 2000  | Socorro              | LINEAR        |
| 106768 - | 2000 XG14              | 1 de desembre, 2000  | Haleakala            | NEAT          |
| 106769 - | 2000 XA15              | 5 de desembre, 2000  | Socorro              | LINEAR        |
| 106770 - | 2000 XD15              | 5 de desembre, 2000  | Socorro              | LINEAR        |
| 106771 - | 2000 XE15              | 5 de desembre, 2000  | Socorro              | LINEAR        |
| 106772 - | 2000 XT15              | 1 de desembre, 2000  | Socorro              | LINEAR        |
| 106773 - | 2000 XG16              | 1 de desembre, 2000  | Socorro              | LINEAR        |
| 106774 - | 2000 XM16              | 1 de desembre, 2000  | Socorro              | LINEAR        |
| 106775 - | 2000 XR16              | 1 de desembre, 2000  | Socorro              | LINEAR        |
| 106776 - | 2000 XP18              | 4 de desembre, 2000  | Socorro              | LINEAR        |
| 106777 - | 2000 XQ18              | 4 de desembre, 2000  | Socorro              | LINEAR        |
| 106778 - | 2000 XL19              | 4 de desembre, 2000  | Socorro              | LINEAR        |
| 106779 - | 2000 XP19              | 4 de desembre, 2000  | Socorro              | LINEAR        |
| 106780 - | 2000 XW19              | 4 de desembre, 2000  | Socorro              | LINEAR        |
| 106781 - | 2000 XU20              | 4 de desembre, 2000  | Socorro              | LINEAR        |
| 106782 - | 2000 XB21              | 4 de desembre, 2000  | Socorro              | LINEAR        |
| 106783 - | 2000 XJ21              | 4 de desembre, 2000  | Socorro              | LINEAR        |
| 106784 - | 2000 XQ21              | 4 de desembre, 2000  | Socorro              | LINEAR        |
| 106785 - | 2000 XU21              | 4 de desembre, 2000  | Socorro              | LINEAR        |
| 106786 - | 2000 XZ21              | 4 de desembre, 2000  | Socorro              | LINEAR        |
| 106787 - | 2000 XO22              | 4 de desembre, 2000  | Socorro              | LINEAR        |
| 106788 - | 2000 XQ22              | 4 de desembre, 2000  | Socorro              | LINEAR        |
| 106789 - | 2000 XZ22              | 4 de desembre, 2000  | Socorro              | LINEAR        |
| 106790 - | 2000 XW23              | 4 de desembre, 2000  | Socorro              | LINEAR        |
| 106791 - | 2000 XF24              | 4 de desembre, 2000  | Socorro              | LINEAR        |
| 106792 - | 2000 XR24              | 4 de desembre, 2000  | Socorro              | LINEAR        |
| 106793 - | 2000 XB26              | 4 de desembre, 2000  | Socorro              | LINEAR        |
| 106794 - | 2000 XK26              | 4 de desembre, 2000  | Socorro              | LINEAR        |
| 106795 - | 2000 XP26              | 4 de desembre, 2000  | Socorro              | LINEAR        |
| 106796 - | 2000 XQ26              | 4 de desembre, 2000  | Socorro              | LINEAR        |
| 106797 - | 2000 XX27              | 4 de desembre, 2000  | Socorro              | LINEAR        |
| 106798 - | 2000 XN28              | 4 de desembre, 2000  | Socorro              | LINEAR        |
| 106799 - | 2000 XD31              | 4 de desembre, 2000  | Socorro              | LINEAR        |
| 106800 - | 2000 XN31              | 4 de desembre, 2000  | Socorro              | LINEAR        |